# Arsène Mersch
Arsène Mersch (Koerich, 14 december 1913 - Koerich, 12 juli 1980) was een Luxemburgs wielrenner.

## Belangrijkste overwinningen
1932
- Luxemburgs kampioen op de weg, nieuwelingen

1934
- Luxemburgs kampioen op de weg, amateurs
- GP François Faber

1935
- Luxemburgs kampioen op de weg, Profs

1936
- Luxemburgs kampioen veldrijden, Profs
- 5e etappe Tour de France
- 5e etappe Ronde van België

1938
- Luxemburgs kampioen veldrijden, Profs
- 1e etappe Ronde van Zwitserland

1939
- Luxemburgs kampioen op de weg, Profs
- Luxemburgs kampioen veldrijden, Profs
- 8e etappe Ronde van Zwitserland

## Resultaten in voornaamste wedstrijden
| Jaar | Ronde van Italië | Ronde van Frankrijk | Ronde van Spanje |
| ---- | ---------------- | ------------------- | ---------------- |
| 1936 |                  | 5e (1)              |                  |
| 1937 |                  | 27e                 |                  |
| 1938 |                  | 32e                 |                  |
| 1939 |                  | opgave              |                  |

| Jaar | Luik-Bast.‑Luik |
| ---- | --------------- |
| 1936 | 10e             |
| 1937 |                 |
| 1938 | 45e             |
| 1939 |                 |

## Ploegen
- 1935 - Dilecta
- 1936 - Dilecta
- 1937 - Ruche
- 1938 - Ruche
- 1939 - Lapébie
- 1940 - Ganna